# Гуго Капет
Гуго́ Капе́т (фр. Hugues Capet; 940, Париж — 996, Париж) — перший король Франції з династії Капетингів, який правив між 987 та 996 роками. Вважають, що з правління Гуго Капета французи відраховують себе як націю.

## Біографія
Народився, ймовірно, 941 року в Парижі. Був другим сином Гуго Великого, графа Паризького і герцога Франконського та Аквітанського, та Едвіги, сестри імператора Оттона І. Його дід — король Роберт І. І по батьковій, і по материній лінії є нащадком Карла Великого. Після смерті батька в 956 році успадкував його титул і маєтки навколо Парижа та Орлеана. Володів помістям Іль-де-Франс.
Гуго Капет одружився з Аделаїдою, дочкою графа Пуатьє Вільгельма (Гійома). Їхній син Роберт став королем Франції після смерті Гуго Капета. Вони мали дочок: Жизель (фр. Gisèle), Ядвіґу (фр. Edwige), Аделаїду (фр. Adélaïde).

## Вибори короля
Після смерті в 987 році останнього представника династії Каролінгів Людовика V Лінивого став королем Франції після зібрання васалів короля в Нуайоні. На виборах його підтримували впливові єпископи Адальберон і Герберт, а також герцоги Нормандський і Анжуйський. Близько 970 року одружився з Аделаїдою Аквітанською. Помер в Ле-Жуїф (недалеко від Шартра) 24 жовтня 996 року.

## Правління
Найвпливовіші барони Французького королівства легко вибрали Гуго Капета королем, але присяги васальної йому не склали і часто не підкорялися йому. Тому взагалі правління цього короля мало формальний характер. Намагаючись завоювати прихильність баронів, Капет часто віддавав їм землі, тим самим послаблюючи власні позиції.
Під час свого правління зміг захистити королівську корону від зазіхань на неї герцога Нижньої Лотарингії Карла, нащадка Каролінгів. Також він зміг зберегти корону і для своїх нащадків. Гуго не підпорядковувався імператору, а з папством мав постійні конфлікти стосовно призначення єпископів на королівських землях, хоча в інших відношеннях залишався слухняним сином церкви.

## Родина
Дружина — Аделаїда Аквітанська, дочка графа Пуатьє Вільгельма (Гійома).
Діти:
- Гедвіга, графиня Монса (або Гадевіде, або Авоаза) (бл.969 — після 1013), дружина Реньє IV, графа Монса
- Роберт II (972—1031), майбутній король Франції. Він був коронований королем у 987 році, щоб зміцнити нову династію.
- Жизель, графиня Понт'є (бл.970—1002), дружина Гуго І, графа Понт'є.

- Аделаїда (фр. Adélaïde).